# West Grinstead
West Grinstead est un village et une paroisse civile situé dans le district de Horsham, dans le Sussex de l'Ouest dans le Sud de l'Angleterre.
Il se trouve au bord du fleuve Adur, dans la région des South Downs.
On peut voir, non loin de là, les ruines du château fort de Knepp, édifié sur ordre du roi Jean.

## Source
- (en) Cet article est partiellement ou en totalité issu de l’article de Wikipédia en anglais intitulé « West Grinstead » (voir la liste des auteurs).